# Paul Arriola
Paul Joseph Arriola Hendricks (ur. 5 lutego 1995 w Chula Vista) – amerykański piłkarz pochodzenia meksykańskiego występujący na pozycji skrzydłowego lub ofensywnego pomocnika, reprezentant Stanów Zjednoczonych, od 2025 roku zawodnik Seattle Sounders.

## Kariera klubowa
Arriola pochodzi z miasta San Diego w stanie Kalifornia, leżącym na granicy z Meksykiem. Posiada meksykańskie obywatelstwo za sprawą pochodzących z tego kraju pradziadków. Uczęszczał do Mater Dei Catholic High School w Chula Vista i jest absolwentem największej akademii piłkarskiej w kraju – IMG Soccer Academy. Spędził również kilka miesięcy w lokalnym amatorskim zespole Arsenal FC z miasta Temecula, skąd trafił do akademii juniorskiej klubu Los Angeles Galaxy. Jako osiemnastolatek zdecydował się na przenosiny do pobliskiej meksykańskiej drużyny Club Tijuana, gdzie mimo młodego wieku od razu został włączony do seniorskiego składu. W Liga MX zadebiutował za kadencji argentyńskiego trenera Jorge Almiróna, 19 lipca 2013 w zremisowanym 3:3 spotkaniu z Atlasem, zaś premierowego gola strzelił 17 sierpnia tego samego roku w przegranej 1:2 konfrontacji z Monterrey.
| Sezon     | Klub         | Kraj   | Rozgrywki | Mecze | Bramki |
| --------- | ------------ | ------ | --------- | ----- | ------ |
| 2013/2014 | Club Tijuana | Meksyk | Liga MX   | 20    | 1      |
| 2014/2015 | Club Tijuana | Meksyk | Liga MX   | 5     | 0      |
| 2015/2016 | Club Tijuana | Meksyk | Liga MX   |       |        |

## Kariera reprezentacyjna
Dysponujący podwójnym – amerykańskim i meksykańskim – obywatelstwem Arriola zdecydował się na występy w reprezentacji Stanów Zjednoczonych. W 2011 roku został powołany przez kolumbijskiego szkoleniowca Wilmera Cabrerę do reprezentacji Stanów Zjednoczonych U-17 na Mistrzostwa Ameryki Północnej U-17. Tam nie wystąpił jednak w żadnym spotkaniu z powodu kontuzji, a jego kadra triumfowała ostatecznie w tym turnieju, pokonując w finale po dogrywce Kanadę (3:0). Kilka miesięcy znalazł się w składzie na Mistrzostwa Świata U-17 w Meksyku, gdzie z kolei był podstawowym graczem swojej drużyny i rozegrał w niej trzy z czterech możliwych meczów (wszystkie w wyjściowej jedenastce) bez zdobyczy bramkowej. Amerykanie odpadli natomiast z juniorskiego mundialu w 1/8 finału, przegrywając w nim z Niemcami (0:4).
W styczniu 2015 Arriola został powołany przez trenera Taba Ramosa do reprezentacji Stanów Zjednoczonych U-20 na Mistrzostwa Ameryki Północnej U-20. Na jamajskich boiskach wystąpił we wszystkich możliwych sześciu spotkaniach (z czego w dwóch w pierwszym składzie) i zdobył gola w meczu z Salwadorem (2:0), a jego drużyna po wygraniu play-offów zajęła wówczas trzecie miejsce. Pięć miesięcy później wziął udział w Mistrzostwach Świata U-20 w Nowej Zelandii, podczas których miał pewną pozycję w wyjściowej jedenastce – rozegrał cztery z pięciu meczów (wszystkie w pierwszym składzie), będąc kluczowym zawodnikiem formacji ofensywnej i strzelił bramkę w konfrontacji fazy grupowej z gospodarzami – Nową Zelandią (4:0). Amerykanie zakończyli swój udział w młodzieżowym mundialu w ćwierćfinale, ulegając w nim po serii rzutów karnych późniejszemu triumfatorowi – Serbii (0:0, 5:6 k).
W marcu 2016 Arriola w barwach reprezentacji Stanów Zjednoczonych U-23, prowadzonej przez Andreasa Herzoga, wystąpił w barażu interkontynentalnym o awans na Igrzyska Olimpijskie w Rio de Janeiro. Jego kadra uległa wówczas Kolumbii (1:2), wobec czego nie zdołała zakwalifikować się na olimpiadę.
W seniorskiej reprezentacji Stanów Zjednoczonych Arriola zadebiutował za kadencji selekcjonera Jürgena Klinsmanna, 22 maja 2016 w wygranym 3:1 meczu towarzyskim z Portorykiem, podczas którego strzelił także pierwszego gola w kadrze narodowej.